# Romain Lagarde
Romain Lagarde, né le 5 mars 1997 à Lorient, est un handballeur français évoluant au poste d'arrière gauche ou de demi-centre en équipe de France depuis 2017 et pour le club français du HBC Nantes depuis 2025.  

## Biographie
Né à Lorient, Romain a fait ses débuts à l’âge de 9 ans au Lorient HBC puis rejoint le club de Laita Guidel dans lequel il évoluera notamment en -15 région. En parallèle, il est sélectionné en équipe du Morbihan puis en équipe de Bretagne. En seconde, il intègre le pôle espoir de Cesson-Sévigné, il évolue alors dans l’équipe de -18 nation de Handalliance (Guidel-Quéven-Hennebont-Lanester) puis à 16 ans, il rejoint l’équipe fanion du Lanester Handball qui évolue en Nationale 1. 
En 2014, repéré par Thierry Anti, Romain Lagarde intègre le centre de formation du Handball Club de Nantes et y signe son premier contrat professionnel en 2016.
En octobre 2017, il est appelé pour la première fois en équipe de France A afin de participer à la Golden League. Il prend ensuite part au Championnat d'Europe 2018 en remplacement de Timothey N'Guessan. Marquant 6 buts en 5 matchs pour près de 2 heures de jeu, il signe la révolte des Bleus en demi-finale face à l'Espagne en marquant 3 buts sur 4 tentatives mais ne peut empêcher la défaite française. Il remporte toutefois sa première médaille internationale, le bronze.
En mai 2018, il signe un contrat de trois ans à compter de 2020 pour le club allemand des Rhein-Neckar Löwen. Quelques jours plus tard, il participe à la Finale à quatre de la Ligue des champions : vainqueur en demi-finale du Paris Saint-Germain, il s'incline en finale face à un autre club français, le Montpellier Handball.
En 2019, s'il remporte sa seconde médaille internationale (à nouveau le bronze) à l'occassion du Championnat du monde, la fin de saison de Nantes est plus compliquée avec notamment le départ annoncé de Thierry Anti. Lagarde exprime alors son souhait de rejoindre les Rhein-Neckar Löwen dès l'intersaison. Après négociations entre les deux clubs, le transfert est acté contre une somme comprise entre 260 000 et 300 000 €.
En 2021, après deux saisons mitigées en Allemagne, il décide de revenir en France au Pays d'Aix UC où il retrouve Thierry Anti.
En janvier 2025, il remporte une médaille de bronze au championnat du monde 2025 puis annonce son retour au HBC Nantes à compter de la saison suivante pour un contrat de trois ans. Mais à la suite de la blessure du Slovène Rok Ovnicek, le Pays d'Aix UC a accepté de libérer Lagarde pour qu'il rejoigne Nantes dès le mois de février.

## Palmarès

### En clubs
Compétitions internationales
- Finaliste de la Ligue des champions en 2018
- 3e de la Ligue européenne (C3) en 2021

Compétitions nationales
- Vainqueur de la Coupe de la Ligue (1) : 2015
  - Finaliste en 2017
- vainqueur de la Coupe de France (1) : 2017
- vainqueur du Trophée des champions (1) : 2017
- Deuxième du Championnat de France en 2017

### En équipes de France
Romain Lagarde connait sa première sélection en Équipe de France le 26 octobre 2017 face à la Équipe de Pologne lors de la Golden League. Ses résultats en compétitions internationales sont :
- Médaille de bronze au Championnat d'Europe 2018
- Médaille de bronze au Championnat du monde 2019
- Médaille d'or aux Jeux olympiques de 2020 à Tokyo
- Médaille d'argent au Championnat du monde 2023
- Médaille de bronze au championnat du monde 2025 en Norvège, en Croatie,et au Danemark

Auparavant, il a connu plusieurs médailles en équipes de France jeunes et junior :
- médaille de bronze au championnat du monde junior en 2017
- médaille de bronze au championnat d'Europe junior en 2016
- médaille d'or au championnat du monde jeunes en 2015
- médaille d'or au championnat d'Europe jeunes en 2014

### Distinctions individuelles
- élu meilleur espoir de la Ligue des champions en 2018
- élu meilleur joueur du mois de mars de la ligue des champions en 2019
- élu meilleur jeune arrière gauche mondial de la saison 2018/19 selon Handball Planet[10]

## Décorations
- Chevalier de la Légion d'honneur (2021)[11]